# Travelcard Zone 1
Travelcard Zone 1 és la zona central del sistema per zones de Transport for London emprat per al càlcul coordinat de tarifes entre diferents modes de transport. El Gran Londres està dividit en sis zones d'una forma concèntrica per determinar les tarifes. Alguns operadors com el metro de Londres, Docklands Light Railway també calculen els bitllets simples amb el sistema de zones de TfL, però no ho fan altres per a tots els viatges d'autobús o tramvia.
El límit de la zona 1 correspon aproximadament a la ruta de la línia de metro Circle Line, és a dir aquelles estacions de West End, Paddington, Holborn, Kensington i Ciutat de Londres.
La zona també inclou les principals estacions terminal de ferrocarril de Londres.

## Metro de Londres

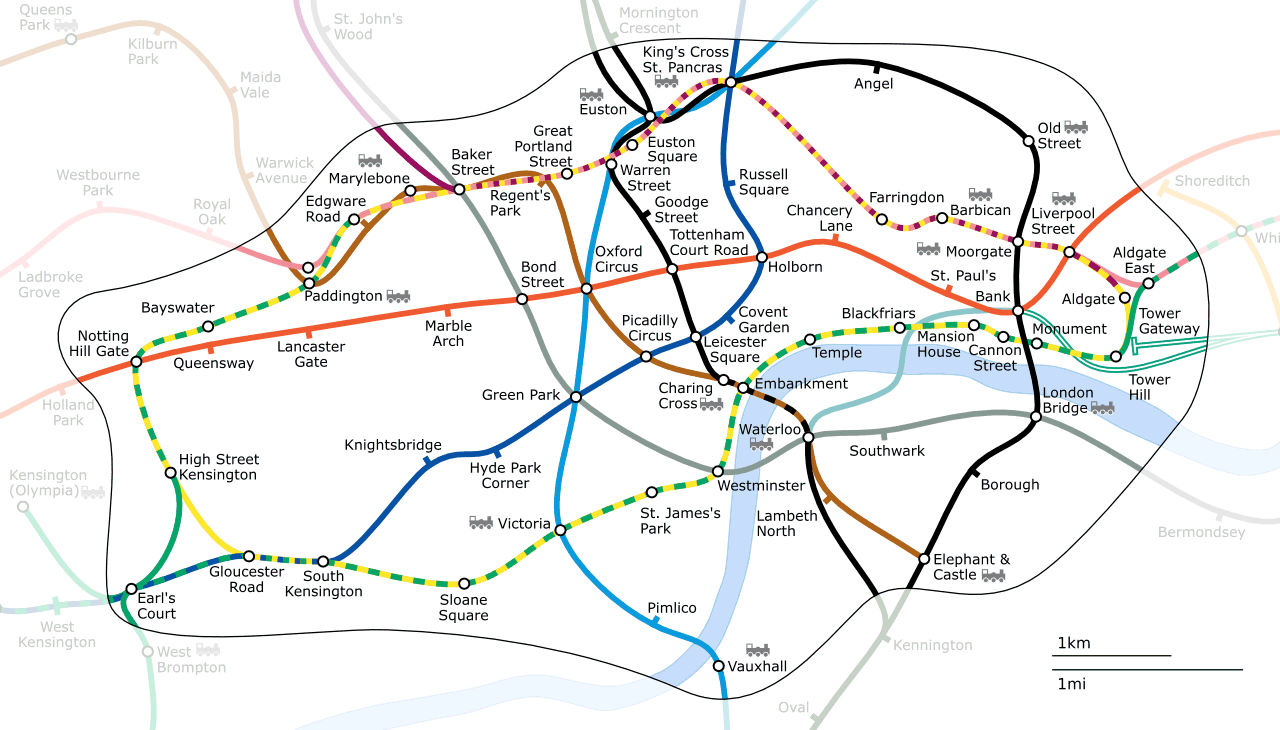
Mapa geogràfic de la zona 1.

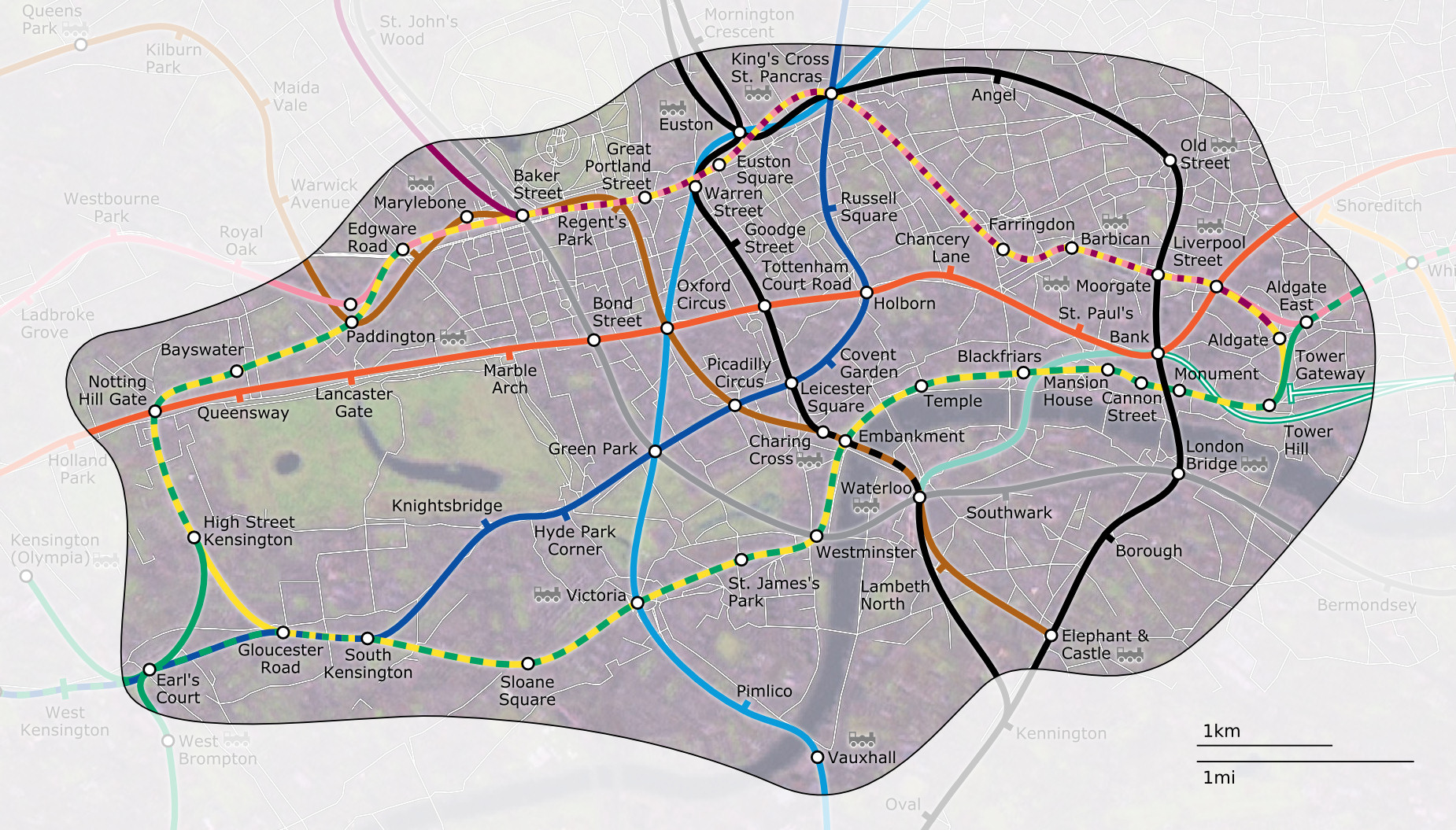
Mapa geogràfic amb carrerer de la zona 1.

Preus del metro de Londres:
|                                     | Zone 1 | Zone 2 | Zone 3 | Zone 4 | Zone 5 | Zone 6 | Zone 7 | Zone 8 | Zone 9 |
| ----------------------------------- | ------ | ------ | ------ | ------ | ------ | ------ | ------ | ------ | ------ |
| En efectiu                          | £4     | £4     | £4     | £4     | £4     | £4     | £5.50  | £7     | £7     |
| Oyster Dilluns a Divendres: 7am-7pm | £1.60  | £3.50  | £3.50  | £3.50  | £3.50  | £3.50  | £4.50  | £5.50  | £5.50  |
| Oyster resta de temps               | £1.60  | £2     | £2     | £2     | £2     | £2     | £3     | £3     | £3     |